# Sami Ouaissa
Sami Ouaissa (Hoensbroek, 2 oktober 2004) is een Nederlands-Marokkaans voetballer die doorgaans speelt als middenvelder. In februari 2024 verruilde hij Roda JC voor N.E.C., dat hem het seizoen op huurbasis liet afmaken bij Roda JC.

## Clubcarrière

### Roda JC
Ouaissa speelde in de jeugd van Passart-VKC en in 2010 werd hij opgenomen in de opleiding van Roda JC. Bij deze club maakte hij in 2022 zijn debuut. Op 26 augustus speelde Roda JC in het eigen Parkstad Limburg Stadion tegen NAC Breda. Door een doelpunt van Guus Joppen en tegentreffers van Kaj de Rooij, Jort van der Sande en Odysseus Velanas werd met 1–3 verloren. Ouaissa moest van coach Jurgen Streppel op de reservebank beginnen en hij mocht in de blessuretijd van de tweede helft invallen voor Terrence Douglas. Op 30 januari 2023 mocht hij tegen PEC Zwolle voor het eerst in de basis starten, toen Phil Sieben ziek was. Edwin de Graaf, inmiddels trainer van Roda, haalde hem zestien minuten na rust naar de kant ten faveure van Niek Vossebelt. Op dat moment hadden Lennart Thy en Thomas van den Belt gescoord voor PEC. Lennard Hartjes zorgde nog voor de 1–2, wat ook de eindstand bleek. Ouaissa werd met dit duel de jongste basisdebutant van Roda sinds 1990. In februari 2023 tekende de middenvelder zijn eerste professionele contract, tot medio 2024. Vanaf dat moment miste hij de rest van het seizoen nog maar één wedstrijd.
In zijn tweede seizoen stond Roda tot de dertiende speelronde bovenaan in de Keuken Kampioen Divisie. Met twee doelpunten en vier assists was Ouaissa erg belangrijk op dat moment. Op 2 november 2023 was Ouaissa in de met 5–3 verloren bekerwedstrijd met N.E.C. goed voor twee treffers en een assist. Tot het einde van de transferperiode kwam Ouaissa tot tweeëntwintig wedstrijden, waarin hij goed was voor vier goals en vijf assists.
Daarna moest hij eerst revalideren van een breuk in zijn kuitbeen, waardoor Ouaissa er zo'n acht tot tien weken uit zou liggen. Hij zou na zijn blessure nog acht competitiewedstrijden spelen, waarin hij tot twee goals en drie assists kwam. Op de laatste speelronde gaf Roda de tweede plek uit handen, waarna het in de eerste ronde van de play-offs verloor van NAC Breda en dus promotie misliep. Ouaissa speelde in totaal 53 wedstrijden voor Roda, waarin hij tot zes goals en tien assists kwam.

### N.E.C.
Op 1 februari 2024 nam N.E.C. Ouaissa voor een vermoedelijke som van één miljoen euro over van Roda JC. N.E.C. zag in hem op termijn een opvolger voor Magnus Mattsson die op dezelfde dag de overstap maakte naar FC Kopenhagen. Omdat Roda in de strijd om promotie terug naar de Eredivisie zat, stemde N.E.C. ermee in dat Ouaissa het seizoen op huurbasis kon afmaken in Kerkrade. Op 10 augustus 2024 maakte hij zijn debuut voor N.E.C. en in de Eredivisie, in de met 1–2 verloren openingswedstrijd tegen FC Twente. Daarin speelde Ouaissa op een voor hem ongebruikelijke positie, als spits, door een blessure van Koki Ogawa. Zijn eerste seizoen in de Eredivisie sloot hij af met zeven doelpunten in drieëndertig optredens.

## Clubstatistieken
| Seizoen | Club    | Competitie     | Competitie | Competitie | Beker | Beker | Nacompetitie | Nacompetitie | Totaal | Totaal |
| Seizoen | Club    | Competitie     | Wed.       | Dlp.       | Wed.  | Dlp.  | Wed.         | Dlp.         | Wed.   | Dlp.   |
| ------- | ------- | -------------- | ---------- | ---------- | ----- | ----- | ------------ | ------------ | ------ | ------ |
| 2022/23 | Roda JC | Eerste divisie | 21         | 0          | 0     | 0     | —            | —            | 21     | 0      |
| 2023/24 | Roda JC | Eerste divisie | 29         | 4          | 1     | 2     | 2            | 0            | 32     | 6      |
| 2024/25 | N.E.C.  | Eredivisie     | 33         | 7          | 2     | 0     | 1            | 0            | 36     | 7      |
| 2025/26 | N.E.C.  | Eredivisie     | 2          | 0          | 0     | 0     | —            | —            | 2      | 0      |
| Totaal  | Totaal  | Totaal         | 85         | 11         | 3     | 2     | 3            | 0            | 91     | 13     |

Bijgewerkt op 20 augustus 2025.